# Svenska textilarbetareförbundet
Svenska textilarbetareförbundet var ett svenskt fackförbund inom Landsorganisationen (LO) som bildades 1898. Det sammanslogs 1972 med två andra förbund till Beklädnadsarbetarnas förbund. 

## Bakgrund
Textilindustrin är världens första industrigren och så var fallet även i Sverige. Redan på 1600-talet uppstod textilindustrier i Stockholm och Norrköping. Men det var färgeri- och blekeriarbetare i Göteborg som bildade yrkets första fasta organisation i mitten av 1800-talet. Även repslagare och snörmakare var tidigt ute med att bilda föreningar. Den 12 juli 1885 bildade färgeriarbetarna i Göteborg en fackförening och den gav impulser till arbetare i andra städer. Konflikter uppstod tidigt. Sveriges första lockout var vid Levantens färgeri i Göteborg och flera strejker förekom tidigt, bl.a. en väverskestrejk i Norrköping 1890.

## Historia
- 1890 hölls en konferens i Norrköping med 17 ombud där Svenska textilarbetareförbundet bildades. Till dess förste ordförande utsågs Axel Winge.
- 1904 utsågs Gustaf Janzén till ordförande, en post som han innehade till 1930.
- 1906 uppgick Svenska repslageriarbetareförbundet i Textilarbetarförbundet.
- 1908 bröt sig vävlagarna ut och bildade Svenska vävlagareförbundet.
- 1909 deltog förbundet i storstrejken som fick en mycket negativ efterverkan. Från ett medlemsantal 1909 på 5984 sjönk det till 1430 år 1911.
- 1909 fanns en kvinnlig ordförande, Gerda Christiansson, i avd 49 (Manufakturaktiebolaget) i Malmö. Flera aktiva kvinnor fanns i avd 49 under den här tiden.[1]
- 1912 lämnade förbundet LO för andra gången och nu efter en schism rörande uttaxeringar vid konflikter.
- 1914 slöts det första rikstäckande avtalet med arbetsgivaren Sveriges textilindustriförbund. Senare under första världskriget var arbetslösheten stor till följd av råvarubrist.
- 1921 ledde efterkrigskrisen till att drygt en tredjedel av förbundets medlemmar var arbetslösa.
- 1923 hade förbundet 16413 medlemmar. [2]
- 1930 hade lönerna pressats ned så att förbundet gick i strejk trots den dåliga konjunkturen, men man fick en relativ god uppgörelse och förbundet stärktes.
- 1932 återinträdde förbundet i LO.
- 1937 ombildades a-kassan till erkänd arbetslöshetskassa.
- 1951 hade förbundet 48347 medlemmar, men med tilltagande konkurrens från utlandet förvärrades textilkrisen allt mer och medlemsantalet sjönk så att förbundet 1960 hade 36870 och 1970 24130 medlemmar.
- 1970 uppgick Svenska vävlagareförbundet i Textilarbetareförbundet.
- 1970 bildade förbundet tillsammans med Svenska beklädnadsarbetareförbundet och Sko- och läderarbetarnas förbund det nya Beklädnadsarbetarnas förbund.